# Puyang (Henan)
Puyang (kinesisk skrift: 濮阳; pinyin: Púyáng) er en kinesisk by på præfekturniveau i provinsen Henan i det centrale Kina. Præfekturet der ligger på den nordlige bred af den Gule Flod har et areal på 4.188 km2, og en befolkning på omkring 3.585.600 (2004), hvoraf  561.000 bor i  administrationsbyen. 	

## Administrative enheder
Puyang består af et bydistrikt og fem amter: 
- Bydistriktet Hualong (华龙区)
- Amtet Puyang (濮阳县)
- Amtet Qingfeng (清丰县)
- Amtet Nanle (南乐县)
- Amtet Fan (范县)
- Amtet Taiqian (台前县)

## Trafik
Kinas rigsvej 106 går gennem området. Den løber fra Beijing og passerer blandt andet Hengshui, Kaifeng, Ezhou og Shaoguan på sin vej til Guangzhou i Sydkina.  
35°46′N 115°04′Ø / 35.767°N 115.067°Ø